# Athlone Town Association Football Club Ladies
Maillots
Actualités
L'Athlone Town Association Football Club Ladies est un club féminin de football irlandais basé à Athlone. Le club est la structure féminine de l'Athlone Town Association Football Club. Il joue en bleu et noir. le club intègre le Championnat d'Irlande en 2020.

## Histoire
L'histoire de la pratique féminine du football à Athlone commence en 2018 avec la création de la section des moins de 17 ans avec laquelle le club s'engage dans le championnat d'Irlande de la catégorie. Dès la fin de la deuxième saison, le club dépose un dossier de candidature à la participation au championnat d'Irlande féminin de football Le dossier est accepté pour une intégration en 2020.
Lors de la première saison, Athlone termine le championnat avec une satisfaisante huitième place ponctuée de trois victoires en onze rencontres.

## Palmarès
- Championnat d'Irlande
  - Vainqueur en 2024
- Coupe d'Irlande
  - Vainqueur en 2023
- Coupe du Président d'Irlande féminine
  - Vainqueur en 2023 et 2024

### Bilan européen
Légende
- Victoire ou qualification pour le tour suivant
- Match nul
- Défaite ou élimination de la compétition

Note : dans les résultats ci-dessous, le score du club est toujours donné en premier.
| 2025-2026 | Ligue des champions | Premier tour  | Cardiff City         | 4 - 0 |
| 2025-2026 | Ligue des champions | Premier tour  | ŽNK Agram            | 3 - 0 |
| 2025-2026 | Ligue des champions | Deuxième tour | Breiðablik Kópavogur | -     |